# Bassa de rosada

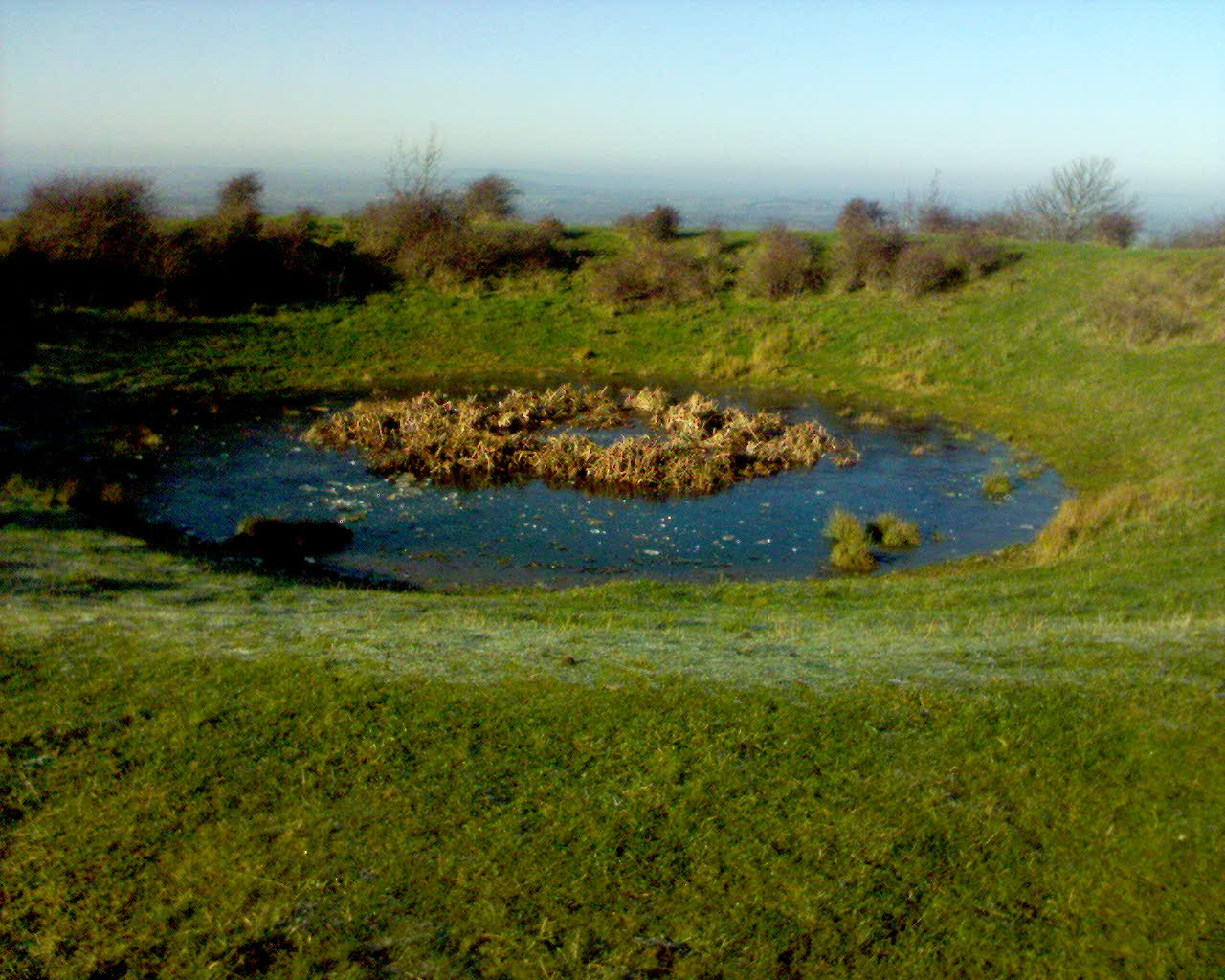
Una bassa de rosada prop de Chanctonbury Ring, West Sussex, Anglaterra.

Una bassa de rosada (dew pond en anglès) és un estany excavat intencionalment a la cimera d'un turó per les necessitats de la ramaderia. Al segle xxi, n'hi ha encara a la regió de les South Downs, a Anglaterra.
Les basses de rosada s'instal·len en les pastures deficients d'aigua.
Són en general poc profundes, circulars i cobertes amb creta o argila. L'argila és sovint coberta d'una escorça de creta aixafada per protegir la bassa de les peülles de les vaques.
Malgrat el nom, la font primària d'aigua és la pluja, més que la rosada o la broma.
Hi ha a França, a les muntanyes del Massís central instal·lacions similars anomenades lavognes, dolines circulars pavimentades de pedres, típiques a la zona de les Causses per al pastoralisme.